# La princesa Casamassima
La Princesa Casamassima (en inglés, The Princess Casamassima) es el título de una novela de Henry James publicada por primera vez por entregas en la revista The Atlantic Monthly en el período de 1885 a 1886, y aparecida en libro en 1886. La obra se basa en la historia de un joven encuadernador londinense, Hyacinth Robinson, quien se ve involucrado en política radical y un complot de asesinato terrorista. El libro es un canon inusual en el universo Jamesiano por hacer frente a un tema político tan violento. Pero a menudo se combina con otra novela publicada por James en el mismo año, Las Bostonianas, en la cual también se tratan temas políticos, a través de una manera mucho menos trágica.

## Argumento
Amanda Pynsent, una costurera pobre, adoptó a Hyacinth Robinson, el hijo ilegítimo de su vieja amiga Florentine Vivier, una mujer francesa de menos renombre esterlino, y un lord inglés. Florentine apuñaló años atrás a su amante hasta matarlo, y Pinnie (el sobrenombre de Miss Pynsent) lleva a Hyacinth para mirarla morir en la cárcel de Millbank. Hyacinth eventualmente se da cuenta de que la mujer moribunda es su madre y la que asesinó a su padre.
Muchos años después, Hyacinth, ahora convertido en joven y hábil encuadernador, el cual conoce al revolucionario Paul Muniment y se ve involucrado en política radical. Hyacinth también tiene una novia ordinaria y animada, Millicent Henning, y una noche va con ella al teatro. Ahí es donde Hyacinth conoce a la hermosa Princesa Casamassima (la misma Christina Light, de una novela anterior de James, Roderick Hudson).
La Princesa se ha convertido en una revolucionaria y ahora vive apartada de su aburrido esposo. Mientras tanto, Hyacinth se propone llevar a cabo con sus propias manos un asesinato terrorista, a pesar de que aún no sabe con precisión el tiempo y el lugar. Hyacinth visita a la Princesa en su casa de campo y le cuenta acerca de sus padres. Cuando él retorna a Londres, Hyacinth encuentra a Pinnie moribunda. Él la reconforta en sus últimos días, luego viaja a Francia e Italia con su pequeña herencia.
Este viaje completa la conversión de Hyacinth por un mundo pecador pero hermoso y lejos de la violenta revolución. Sin embargo, él no trata de escapar de su voto para llevar a cabo el asesinato. Pero cuando el orden regresa, él gira la pistola hacia sí mismo en lugar de quien estuvo destinada a ser su víctima.

## Temas
En primera instancia, la novela parece ser de un estilo diferente a los trabajos de Henry James, debido a su concentración en política radical y personajes poco saludables. Y para ser más exactos el libro se acerca al clásico Naturalismo que cualquier otra larga ficción en el canon Jamesiano. La influencia de los naturalistas franceses tal como Émile Zola es evidente en las escenas de la prisión,  
Sin embargo, la novela también explora temas familiares de la obra de James. Hyacinth siempre es visto como un forastero, incapaz de participar plenamente en la vida alrededor de él. Él hace su propia revolución, luego titubea y vacila. Se halla atraído por la belleza del mundo, pero no puede disfrutarla completamente porque observa cómo se obtiene a cambio de tanto sufrimiento humano. Mientras que en el final, cuando llega su llamado, Hyacinth no puede ver otra forma de salir de su dilema: el Estado lo matará si él lleva a cabo el asesinato o los revolucionarios lo matarán si no lo hace.
Tales vacilaciones y lealtades divididas son comunes a través de la percepción de los personajes centrales. 
El caso de Hyacinth es particularmente grave porque su vida misma está en juego. En el prefacio de la Edición de Nueva York de la novela, James audazmente compara a Hyacinth con Hamlet y Lear. Algunos pueden poner reparos a esas comparaciones, otros creen que el destino de Hyacinth raya en la tragedia clásica.
La novela muestra un amplio panorama de la vida en Europa en todos los niveles, y la variedad de personajes son presentados con un toque de humor en una historia que muestra la influencia de Dickens en las primeras lecturas de James.

## Evaluación crítica
La Princesa Casamassima ha tenido un amplio historial de críticas. Los primeros críticos como Rebecca West, admiran la realización y los personajes, pero no la trama melodramática, mientras que los críticos más recientes tales como  Lionel Trilling, la encuentran como una explicación convincente de la realidad política. A pesar de sus muchos personajes secundarios muy bien realizados, la novela se centra en el retrato del antihéroe Hyacinth Robinson. Para el prefacio de la edición de Nueva York, James está convencido en presentar con éxito a un defectuoso, pero que afectivo, héroe; otros críticos han sido poco amables, haciendo que Hyacinth aparezca "como una clase de cobarde".